# جون أندرو ديفيدسون
جون أندرو ديفيدسون هو سياسي كندي، ولد في 19 أغسطس 1852، وتوفي في 14 نوفمبر 1903 في كندا. انتخب عضو المجلس التنفيذي لمانيتوبا ‏.